# Ahmetia achaja
Ahmetia achaja is een vlinder uit de familie van de Lycaenidae. De wetenschappelijke naam van de soort is voor het eerst geldig gepubliceerd in 1912 door Fruhstorfer als Horaga achaja. De soort werd voorheen in het genus Cowania Eliot, 1973 geplaatst, deze naam was echter al toebedeeld aan een geslacht van sluipvliegen.